# Карл-Генріх фон Штюльпнагель
Карл-Ге́нріх фон Штю́льпнагель (нім. Karl-Heinrich von Stülpnagel; 2 січня 1886 — 30 серпня 1944) — німецький військовий діяч, генерал від інфантерії (з 1939 року). Учасник антигітлерівського заколоту 20 липня 1944. Страчений через повішання 30 серпня 1944 року.

## Біографія
Народився в місті Дармштадт. Після закінчення школи в 1904 році вступив на військову службу в сухопутні війська. Під час Першої світової війни служив у німецькому Генеральному штабі.
В 1933 році у званні полковника він був призначений начальником відділу іноземних армій Генерального штабу армії. В 1935 році опублікував меморандум, в якому поєднав у одне ціле ідеї антибільшовизму та антисемітизму. До 1936 року був генерал-майором, командиром 30-ї піхотної дивізії в Любеку. 27 серпня 1937 року у званні генерал-лейтенант він був призначений замісником начальника Генерального штабу сухопутних військ.
З 4 лютого 1938 року 2-й обер-квартирмейстер Генерального штабу сухопутних військ, з 1 вересня 1938 року 1-й обер-квартирмейстер Генерального штабу сухопутних військ. Відповідав за важливі питання військового планування. Був найближчим помічником начальника Генштабу генерала Франца Гальдера.
В 1938 році після справи Бломберга-Фріча та Судетської кризи розчарувався в перспективах гітлерівської зовнішньої та внутрішньої політики. Був учасником військової антигітлерівської опозиції, яка поставила перед собою ціль відсторонення Гітлера від влади. Від цих планів відмовилися після підписання Німеччиною Мюнхенської угоди.
З 30 квітня 1940 року — командир 2-го армійського корпусу. Після поразки Франції був головою німецько-французької комісії з перемир'я.
В лютому-жовтні 1940 року командував 17-ю армією Німеччини. Він успішно керував цією армією під час битви під Уманню та під час Київської операції. Архівні дані свідчать про те, що під час перебування на постах командуючого 17-ю армією та військового губернатора Франції, Штюльпнагель був втягнутий у військові злочини. На окупованій радянській території він підписав багато наказів, які дозволяли репресії проти цивільного населення в помсту за дії партизан та тісно співпрацював з айнзацгрупами, в тому числі у ході масових розстрілів євреїв. Якщо він і карав своїх підопічних, то не за вбивства мирного цивільного населення, а за несанкціоновані дії, наприклад, захоплення та розстріл заручників. Він націлював своїх підопічних на те, щоб вони «зосереджувалися» на євреях та комуністах, підкреслюючи, що всі комуністи — євреї, а всі євреї — комуністи; у разі будь-яких диверсій проти німецьких військ, які проводили як радянські партизани, так і бійці УПА, репресіям піддавалися євреї.
У березні 1942 року Штюльпнагель був призначений командуючим військами окупованої Франції. Використовував свій пост для продовження боротьби з нацистським керівництвом Німеччини. Через свого особистого помічника оберст-лейтенанта (підполковник) Цезаря фон Хофакера підтримував зв'язок з групою заколотників піл керівництвом Клауса фон Штауффенберга. План заколоту передбачав захоплення влади у Парижі та негайну пропозицію миру союзникам. Після замаху на Гітлера 20 липня 1944 року Штюльпнагель наказав вірним йому частинам заарештувати членів СС та гестапо у Парижі. Це стало найбільш успішною операцією 20 липня: без єдиного пострілу було заарештовано 1200 чоловік. Коли виявилося, що «Валькірія» у Берліні провалилася, арештованих відпустили, а їх арешт оголосили навчаннями. Наступного дня Штюльпнагель був викликаний у ставку Верховного командування. На шляху до Німеччини він зробив спробу застрелитися. Тяжка рана виявилася несмертельною, хоча і призвела його до сліпоти. Штюльпнагель був поміщений до лазарету, а після видужання переданий гестапо. На суді зберіг, за словами одного спостерігача, «солдатську виправку».
30 серпня 1944 року був визнаний винним у державній зраді та у той же день повішений у в'язниці Пльотцензеє в Берліні.

## Цікаві факти
Рідна племінниця Штюльпнагеля Маргарита Гофман-Шольц була закохана в радянського розвідника Василя Максимовича.

## Нагороди
- Залізний хрест 2-го і 1-го класу
- Королівський орден дому Гогенцоллернів, лицарський хрест з мечами
- Медаль «За відвагу» (Гессен)
- Ганзейський Хрест (Гамбург)
- Орден Генріха Лева 4-го класу
- Хрест «За військові заслуги» (Австро-Угорщина) 3-го класу з військовою відзнакою
- Нагрудний знак «За поранення» в чорному
- Почесний хрест ветерана війни з мечами
- Медаль «За вислугу років у Вермахті» 4-го, 3-го, 2-го і 1-го класу (25 років)
- Застібка до Залізного хреста 2-го і 1-го класу
- Лицарський хрест Залізного хреста (21 серпня 1941)
- Хрест Воєнних заслуг 2-го і 1-го класу з мечами
- Німецький хрест в сріблі (14 лютого 1944)